# 細川慈忠
細川 慈忠（ほそかわ しげただ）は、室町時代前期の武将。通称は兵庫助。

## 略歴
応永7年（1400年）、信濃国で大塔合戦が発生し、守護・小笠原長秀が京都に逐電した後、室町幕府は国人衆の統御のため信濃を幕府料国（直轄地）とし、応永9年（1402年）5月、幕府は奉行人の依田左衛門大夫・飯尾左近将監為清を代官に任じ派遣した。両名は翌年（1403年）6月に信濃に下向した。同年9月、幕府は代官を細川慈忠に交替させ、慈忠は善光寺横山城に入った。
しかし村上満信や大井光矩、井上光頼、小笠原為経らを始め、伴野氏や須田氏らの国人衆は代官の命に従わず連合して守護所を攻めようとした。このため慈忠は市河氏貞らと出撃して段の原（長野市篠ノ井段の原）で合戦となった。敗走する村上氏らを追撃して生仁城や塩崎城でも攻防戦が行われて落城させた。
翌年にも代官の所領実態究明に対して高梨左馬助による強い抵抗があった。このため桐原館（長野市桐原）や若槻城（長野市若槻）を攻略のため出撃している。さらには下芋河、替佐、蓮、東条などを転戦した。応永22年（1415年）に高井郡の須田為雄を鎮圧して以後は幕府の信濃支配が安定したとされている。